# Diocese de Perpinhão-Elna
 
A Diocese de Perpinhão–Elna (em latim: Dioecesis Elnensis; em francês: Diocèse de Perpignan–Elne; em catalão: Bisbat de Perpinyà–Elna) é uma diocese da Igreja Latina da Igreja Católica Romana na França. A diocese compreende o departamento de Pirenéus Orientais . Esta sede continua a antiga Diocese de Elna,  que foi renomeada e teve sua sede transferida para Perpinhão, em 1601, após uma bula papal do Papa Clemente VIII. Seu território reunia a diocese de Elna, parte da diocese espanhola de Urgel conhecida como Cerdanha francesa, três cantões da diocese de Alet e duas aldeias da diocese de Narbona.
A Diocese de Elna foi sufragânea da Diocese de Narbona até 1511. O Papa Júlio II tornou a Diocese de Elna diretamente sujeita à Santa Sé em 1511, mas em 22 de janeiro de 1517 o Papa Leão X reverteu a política e a Diocese de Elna tornou-se novamente sufragânea da Diocese de Narbona. Em 1482, em virtude de um Decreto do Concílio de Trento, o Papa Gregório XIII a tornou sufragânea da Arquidiocese de Tarragona. Depois de 1678 foi novamente sufragânea da Diocese de Narbona.
O departamento de Pirenéus Orientais foi unido em 1802 à Diocese de Carcassona. A diocese seria restabelecida pela Concordata de 11 de junho de 1817, mas o Parlamento francês não aprovou o tratado. A Diocese de Perpinhão foi, portanto, restabelecida por bula papal em 1822 e tornada sufragânea da Arquidiocese de Albi. Sua sede é a Catedral de Perpinhão (em francês: Basilique-Cathédrale de Saint-Jean-Baptiste de Perpignan; em catalão: Catedral de Sant Joan Baptista de Perpinyà).

## Bispos

### a partir do século XVII
- Antonio Gallart y Traginer (1609–1612)
- Francisco de Vera Villavicencio, O. de la Merced[6] (1613–1616)
- Federico Cornet (1617)
- Ramón Ivorra (1617–1618)
- Rafael Ripoz, O.P. (1618–1620)[7]
- Francisco de Santjust y de Castro, O.S.B. (1621–1622)
- Pedro Magarola Fontanet (1622–1627)
- Francisco López de Mendoza (1627–1629)
- Gregorio Parcero de Castro, O.S.B. (1630–1634)
- Gaspar Prieto Orduña, O. de M. (1636–1637)
- François Perez Roy (1638–1643) (transferido para Guadix)[8]
  - Joseph du Vivier de Saint-Martin (1643) (Vigário Geral, não Bispo)[9]
- Vacante (1643–1668)
- Vincent de Margarit, O.P.[10] (1668–1672)
- Jean-Louis de Bruelh (1673–1675) [11]
- Jean-Baptiste d`Étampes de Valençay (1675–1680)[12]
- Louis Habert de Montmort[13] (1682–1695)
- Jean Hervé Basan de Flamenville (1695–1721)[14]
- Antoine Boivin de Vaurouy (1721)
- Vacante (1721–1726)
- Jean Mathias Barthélemy de Gramont de Lanta (1726–1743)
- Charles-François-Alexandre de Cardevac D'Havrincourt (1743–1783)
- Jean Gabriel D’Agay (1783–1788)
- Antoine-Félix de Leyris D'Esponchez (1788–1790) (1801)
  - Gabriel Deville (1791–1793)  (Bispo Constitucional dos Pirenéus Orientais)[15]
  - Dominique-Paul Villa (Bispo Constitucional)  (1798–1801)[16]
- Jean-François de Saunhac-Belcastel[17] (1822–1853)
- Philippe-Olympe Gerbet (1853–1864)
- Etienne-Emile Ramadié[18] (1864–1876)
- Joseph-Frédéric Saivet (1876–1877)
- Jean-Auguste-Emile Caraguel (1877–1885)
- Noël-Mathieu-Victor-Marie Gaussail (1886–1899)
- Jules-Louis-Marie de Carsalade du Pont[19] (1899–1932)
- Henri-Marius Bernard (1933–1959)
- Joël-André-Jean-Marie Bellec (1960–1971)
- Henry-Camille-Gustave-Marie L'Heureux (1972–1981)
- Jean Chabbert, O.F.M. (1982–1996)
- André Louis Fort (1996–2002)
- André Marceau (2004–2014)[20]
- Norbert Turini (2014 – 2022)[21]
- Thierry Scherrer (2023 - atual)[22]

### Obras de referência
- Gams, Pius Bonifatius (1873). Series episcoporum Ecclesiae catholicae: quotquot innotuerunt a beato Petro apostolo. Ratisbon: Typis et Sumptibus Georgii Josephi Manz pp. 599–601. (Use with caution; obsolete)
- Eubel, ed. (1913). Hierarchia catholica, Tomus 1 second ed. Münster: Libreria Regensbergiana  (in Latin) pp. 238–239.
- Eubel, ed. (1914). Hierarchia catholica, Tomus 2 second ed. Münster: Libreria Regensbergiana (in Latin) p. 150.
- Eubel, Conradus (ed.); Gulik, Guilelmus (1923). Hierarchia catholica, Tomus 3 second ed. Münster: Libreria Regensbergiana p. 192.
- Gauchat, Patritius (Patrice) (1935). Hierarchia catholica IV (1592-1667). Münster: Libraria Regensbergiana. Consultado em 6 de julho de 2016 pp. 181–182.
- Ritzler, Remigius; Sefrin, Pirminus (1952). Hierarchia catholica medii et recentis aevi V (1667-1730). Patavii: Messagero di S. Antonio. Consultado em 6 de julho de 2016 pp. 193–194.
- Ritzler, Remigius; Sefrin, Pirminus (1958). Hierarchia catholica medii et recentis aevi VI (1730-1799). Patavii: Messagero di S. Antonio. Consultado em 6 de julho de 2016 p. 206.
- Sainte-Marthe, Denis de; Hauréau, Barthélemy (1739). Gallia Christiana: In Provincias Ecclesiasticas Distributa, De provincia Narbonensi (em latim). Tomus sextus (VI). Paris: Typographia Regia. pp. 1030–79, Instrumenta, 474–97

### Estudos
- Barthélemy, Édouard de (1857). Etude sur les établissements monastiques du Roussillon: (Diocèse d'Elne-Perpignan) (em francês). Paris: A. Aubry
- Beaulieu, Ernest-Marie de, O.Min.Cap. (1903). Les Sanctuaires de la Vierge en Roussillon. 2 vols. Perpignan: impr. de C. Latrobe
- Borrallo, Joseph (1909). Promenades archéologiques. Première promenade archéologique: Elne et sa cathédrale (em francês). Perpignan: Impr. de Barrière
- Brutails, Jean-Auguste (1886), "Étude sur l'esclavage en Roussillon du XIIe au XVIIe siècle,"  Nouvelle revue historique de droit français et étranger (em francês). 10. Paris: L. Larose. 1886. pp. 388–427Vol. 10. Paris: L. Larose. 1886. pp. 388–427.
- Brutails, Jean-Auguste (1887). Monographie de la cathédrale et du cloître d'Elne ... (em francês). Perpignan: Latrobe
- Devic, Claude; Vaissete, J. (1876). Histoire générale de Languedoc (em francês). Tome quatrième. Toulouse: Édouard Privat. pp. 339–358
- Duchesne, Louis (1907). Fastes épiscopaux de l'ancienne Gaule: I. Provinces du Sud-Est. Paris: Fontemoing second edition (in French)
- Gazanyola, Jean de; Guiraud de Saint Marsal, Raymond Marc Antoine (1857). Histoire du Roussillon (em francês). Perpignan: J. B. Alzine
- Hefele, Karl Joseph (1871). Histoire des conciles d'après les documents originaux: 870-1085 (em francês). Tome VI (870-1085). Paris: Adrien le Clere et Cie, Libraires-Éditeurs
- Michaud, Eugène (1883). Louis XIV et Innocent XI: d'après les correspondances diplomatiques inédites du Ministère des affaires étrangères de France (em francês). 4 vols. Paris: G. Charpentier
- Puiggari, Pierre (1842). Cataloque biographique des évêques d'Elne: avec six portraits (em francês). Perpignan: J. B. Alzine
- Tolra de Bordas, Joseph (1884). L'Ordre de Saint-François d'Assise en Roussillon, fragments et récits sur l'histoire ecclésiastique du diocèse d'Elne (em francês). Paris: V. Palmé
- Torreilles, Philippe (1896). Perpignan pendant la révolution, 1789-1800 (em francês). 1–2. Perpignan: Ch. Latrobe
- Vidal, Pierre (1887). Elne historique et archéologique (em francês). Perpignan: imp. de l'Indépendant
- Toreilles, Perpignan pendent la Revolution (3 vols., 1896–97)